# 納希切萬·特佩

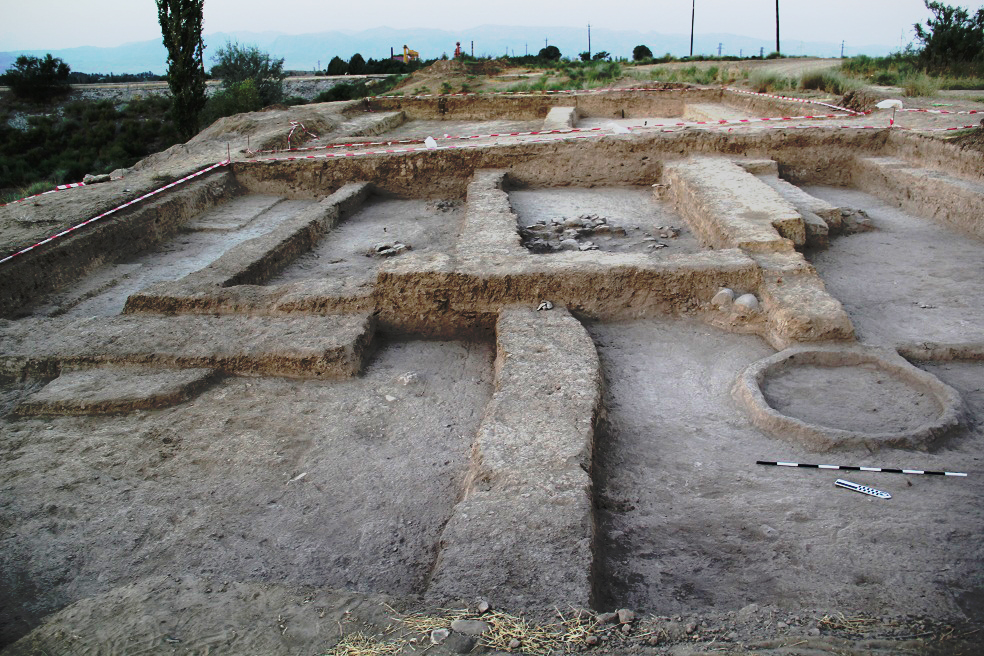
納希切萬山棲息地的第一季發掘

納希切萬·特佩（Nakhchivan Tepe）是一座位於阿塞拜疆納西切萬自治共和國納希切萬的古城遗迹。 該城市位於名为Nakhchivanchai的山谷。考古學家推测生活于此地的古人至少可以追溯到公元前5000年。

## 研究成果
阿塞拜疆國家科學院納希切萬分院的韋利·巴赫沙利耶夫 （Veli Bakhshaliyev）所領導的納希切萬山考古學研究始於2017年。
南高加索地區和中東（包括美索不達米亞）之間的所存在的文化紐帶吸引了研究人員多年的注意力。研究人員 R. M. Munchaev， O. A. Abibullaev， I. G. Narimanov， T. I. Akhundov  等，考證出中古文化傳播情形，在東南高加索地區的發現一批多樣的考古材料證實了這些聯繫存在，其中包括以達馬·塔帕陶瓷為特徵的納希切萬·特佩，這是一種文化藏品，最早發現於南高加索地區。儘管一些發現證實了這些聯繫的存在，但它們是由多種考古材料所證實的，包括以納爾吉萬·特佩為特徵的陶器，這種陶器以達爾馬·塔帕陶瓷為特徵，是最早在該地區發現的一種文化收藏品。
納希切萬·特佩從第一批定居者使用的房間部分挖入地下，該處部分使用粘土磚建造。在定居點Ovchular Tepesi 和 Yeni Yol發掘期間也發現了此類房間。儘管有大量的灰分堆積，木炭仍然很少見。這表明木材很少用作燃料。該遺址的大多數文物是陶瓷和黑曜石碎片，但也有一些工具。稀有物品包括磨刀石，發鉗和骨骼工具。大多數工具都是黑曜石所制，包括一些鐮刀刀片，它們提供了有關方面的一些信息。
動物骨骼則表明居民傾向於繁殖小牛。狩獵在經濟中佔有微不足道的地位。馬和狗的骨頭在單獨的示例中顯示。沒有發現植物遺骸。在定居層中，煤的殘留物微不足道，並且從各種灶具中清除灰燼的殘留物也沒有得到結果。考古學家希望這種類型的研究將來能夠揭示有關納希切萬·特佩經濟的信息。

## 陶器
通常，陶器是公元前五千年上半葉的特徵。 較低層的煤可以追溯到公元前4945年。 它通常以Dalma Tepe染色和陶瓷印象為特徵。 除少數發現外，在南高加索地區未發現此類陶瓷的其他整體。 因此，納赫奇萬·特佩（Nakhchivan Tepe）村的陶瓷對於研究古代的石器時代文化很重要。
根據定居地層，陶器可分為兩個時期。但是，這兩個群體在生產技術和裝飾方面在一定程度上重合。陶瓷主要是通過輥塗法製造的，兩層陶土彼此疊加。一薄層粘土覆蓋了一些容器的表面。在某些情況下是為了換色，而在其他情況下是為了裝飾。有些產品上裝飾有指紋，有時不准確並混合在一起。粘在薄薄的粘土表層後仍保留指紋。這種塗覆方法也用於陶瓷的修復和修復。通常，陶器是用果殼內含物製成的，並燒成各种红色。含沙的陶瓷以單份形式呈現。灰色產品也代表一件。
上層陶瓷屬於第一時期，該地平線以矩形結構為特徵。 此處的陶瓷產品可分為六類：普通陶瓷，有色陶瓷，無裝飾的紅色陶瓷，帶有手印及帶有裝飾物的陶瓷（包括指紋），用工具邊緣的圖案裝飾的陶瓷以及用邊緣裝飾的陶瓷。
2010年至2016年。在Nakhchivanchai和Sirabchay山谷中，記錄了新石器時代的石碑。它們與Nakhchivan tepe一起可以用來確定南高加索地區的石器時代的時期。 Nakhchivan Tepe的陶瓷建築群與Dalma Tepe的建築群非常相似。在烏祖-奧巴（Uzun-Oba）和烏尚-阿澤爾（Uchan-Aghil）的定居點中，已知塗漆陶瓷Dalma Tepe的類型。在卡拉巴赫的古蹟中也發現了類似的陶瓷。 Syunik黑曜石通常用於Urmia湖盆地的遺跡中。 Nakhchivan的定居點不是現代Sevan湖盆中常用的Gekce觀測站。儘管Syunik更靠近Nakhchivan，但Syunik黑曜石在Nakhchivan中並不常見。顯然，佔領了亞湖流域的部落與納赫奇萬部落的桑格祖爾山黑曜石沉積有關。 Nakhchivanchai山谷最近用石鎚提取的殘骸上有銅，這表明這些部落與Zangezur山脈的聯繫不僅是黑曜石礦床，也是銅礦床。
Dalma Tepe陶瓷最早是在1959年因查爾斯·伯尼（Charles Burney）的發掘而在同名定居點進行調查的，然後由凱勒·楊（Keiler Young）於1961年發掘。在Hasanlu，Hadji-Firuz 和Tepe Seavan 的定居點發現了類似的陶瓷。在伊朗和伊拉克發現了Dalma Tepe陶瓷，以及典型的Khalaf和Obeidkeramika。在Zagros山脈的遺跡中發現了類似的陶瓷，例如Kangavar谷的定居點，例如Seh Gabi B.和Godin Tepe。在Mahidasht山谷的16個居民點的表層材料中還發現了許多Dalma Tepe陶瓷。這些石碑中有Tepa Siakhbid，Choga Maran和Tepe Kuh的定居點。在Tepe Kuh，Dalma Tepe陶瓷散佈在各種表面材料中。在伊拉克的傑貝勒（Jebel），基爾庫克（Kirkuk），泰勒阿巴德（Tell Abad），海特·卡西姆（Haight Qasim）和尤根·特佩（Yorgan-Tepe）的定居點也發現了類似的陶瓷。此類陶瓷也盛行於Kangavar山谷，但在Mahidasht山谷中，Dalma Tepe陶瓷所佔百分比卻急劇下降。如果說在Kangavar山谷中這種陶瓷佔68％，那麼在Mahidasht中就佔24％。這表明這種陶瓷已經向南衰落。儘管以前曾假定這種陶瓷分佈在Urmia湖盆地的南部和西部，但現在知道這類陶瓷也存在於Urmia湖北部和納希切萬。在伊朗阿塞拜疆，這種文化也出現在Kulfa-Kultepe，Akhranjan-Tepe，Lavin-Tepe，Gosh-Tepe，Idir-Tepe和Baruy-Tepe的定居點。目前，在阿塞拜疆南部的100多個古蹟中發現了類似的陶瓷。其中一些定居點屬於定居人口，而其他定居點則屬於游牧部落。根據研究人員的說法，這種文化在伊朗西北部繁榮發展，並從那里傳播到烏爾米亞湖盆地的南部和西部。 Dalma Tepe陶瓷的化學分析表明，它們是本地製造的。